# Alban-Berg-Denkmal

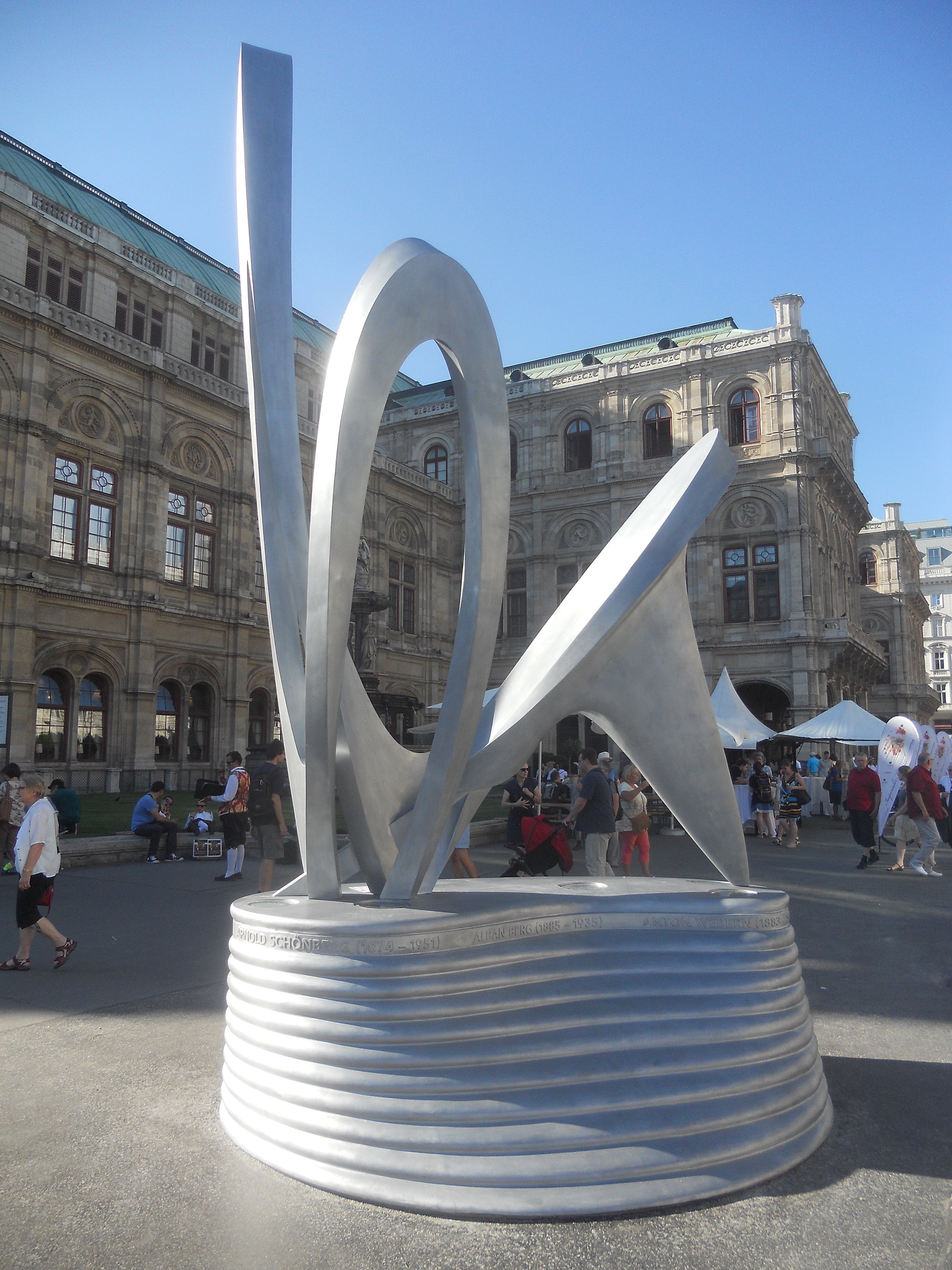
Alban-Berg-Denkmal

Das Alban-Berg-Denkmal wurde 2016 vor der Wiener Staatsoper errichtet. Es wurde von der Alban Berg Stiftung initiiert und finanziert, von den Architekten Sophie Grell und Wolf D. Prix entworfen und realisiert.
Das Denkmal besteht aus Aluminium, es ist zwei Tonnen schwer.

## Standort
Der Herbert-von-Karajan-Platz ist einer der belebtesten Plätze Wiens. Neben Einheimischen gibt es viele Touristen, die die Staatsoper fotografieren wollen und von dort durch die Kärntner Straße zum Stephansdom gehen. Am Platz findet sich auch eine Großleinwand, auf welcher fallweise Direktübertragungen von Vorstellungen der Staatsoper zu sehen sind.

## Widmungsträger
Alban Berg (1885–1935) zählt zu den drei Komponisten der Wiener Schule der Moderne – neben Arnold Schönberg, seinem Lehrer, und Anton von Webern. Er gilt als wesentlicher Erneuerer der Musik des 20. Jahrhunderts. Er schrieb atonale Werke. Seine Opern „Wozzeck“ und „Lulu“ gelten als Meisterwerke, sie stehen auf den Spielplänen bedeutender Opernhäuser. Die Staatsoper spielt seit 1930 seine erste Oper und die erst posthum uraufgeführte zweite Oper seit 1968. Seine Sieben frühen Lieder (ohne opus-Zahl), die Klaviersonate, die Drei Orchesterstücke und sein Violinkonzert werden regelmäßig aufgeführt und fallweise aufgezeichnet und ausgestrahlt.

## Symbolik
Der Sockel besteht aus zwölf Stufen, bezugnehmend auf die Zwölftontechnik von Schönberg, Berg und Webern. „Vom Notenbild und vom Klang inspiriert, hat Wolf D. Prix von Coop Himmelb(l)au eine Skulptur entworfen, die mit raumgreifenden Schleifen auf die expressiven Linien der Musik reagiert und damit den Komponisten der Wiener Schule und ihrem Mentor ein Denkmal setzt“, steht auf der Website der Alban Berg Stiftung zu lesen. Als Mentor gilt Gustav Mahler, Innovator der Symphonik und des Orchesterlieds, ebenso langjähriger Hofoperndirektor.